# Várzea Paulista
Várzea Paulista är en stad och kommun i Brasilien och ligger i delstaten São Paulo. Folkmängden i kommunen uppgick år 2014 till cirka 115 000 invånare. Den är sammanvuxen med den större staden Jundiaí, i ett område som är beläget mitt emellan storstäderna São Paulo i sydost och Campinas i nordväst.